# Рацоаја (Дамбовица)
Рацоаја (рум. Rățoaia) насеље је у Румунији у округу Дамбовица у општини Букшани. Oпштина се налази на надморској висини од 193 m.

## Становништво
Према подацима из 2002. године у насељу је живело 530 становника, од којих су сви румунске националности.